# Büro 610
Das Büro 610 (chinesisch 中央610辦公室, Pinyin Zhongyang 610 bàngongshì) ist ein Sicherheitsdienst in der Volksrepublik China, der nach dem Zeitpunkt seiner Entstehung am 10. Juni 1999 benannt worden ist. Das Büro 610 wurde zur Beobachtung und Verfolgung der Meditationsbewegung Falun Gong gegründet. Da es sich um ein Büro handelt, das von der Kommunistischen Partei Chinas angeleitet wird und keine formelle gesetzliche Vollmacht hat, wird es auch als außerrechtliche Organisation beschrieben. Das Büro 610 ist der Umsetzungsarm der „Zentralen Führungsgruppe zur Handhabung von Falun Gong“, später umbenannt in „Zentrale Führungsgruppe zur Handhabung häretischer Religionen“. Im März 2018 wurde das Büro neu organisiert und seine Aufgaben an die Zentrale Kommission für Politik und Recht und das Ministerium für öffentliche Sicherheit delegiert.
Das zentrale Büro 610 wird gewöhnlich von einem hochrangigen Mitglied des Ständigen Ausschusses des Politbüros der Kommunistischen Partei geleitet und lenkt häufig andere Staats- und Parteiorgane in der Anti-Falun-Gong-Kampagne. Es steht in enger Verbindung mit dem mächtigen Komitee für Politik und Recht der Kommunistischen Partei Chinas. Lokale Ableger wurden in Provinzen, Bezirken, Gemeinden und Nachbarschaftsebenen etabliert. In ganz China gibt es schätzungsweise 1000 Büros.
Zu den wichtigsten Funktionen der Büros 610 gehört die Koordination der Anti-Falun-Gong-Propaganda, der Überwachung und der Geheimdienstinformationen sowie die Bestrafung und „Umerziehung“ der Falun-Gong-Anhänger. Berichten zufolge ist das Büro an außergerichtlichen Verurteilungen sowie Zwangsumerziehungen, Folter und der Tötung der Falun-Gong-Praktizierenden beteiligt.
Seit dem Jahr 2003 ist der Auftrag des Büros 610 erweitert worden; obwohl Falun Gong ihre oberste Priorität bleibt, werden seitdem auch religiöse und Qigong-Gruppen ins Visier genommen, die von der Kommunistischen Partei Chinas (KPCh) als „ketzerisch“ oder „schädlich“ erachtet werden.

## Hintergrund

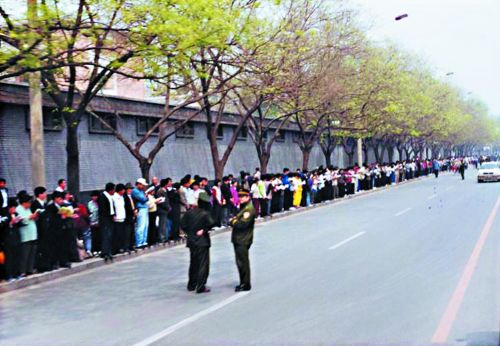
Falun-Gong-Praktizierende demonstrieren im April 1999 außerhalb des Regierungsgeländes Zhongnanhai, um offizielle Anerkennung zu bekommen.

Falun Gong, auch Falun Dafa genannt, ist eine spirituelle Qigong-Praktik, die aus einer Meditation, Körperübungen und einer Moralphilosophie besteht, die an die buddhistische Tradition anknüpft. Die Praktik wurde im Frühjahr 1992, gegen Ende des „Qigong-Booms“ in China, im Nordosten Chinas von Li Hongzhi vorgestellt.
Falun Gong genoss zunächst in den ersten Jahren seiner Entwicklung erhebliche öffentliche Unterstützung und bekam eine millionenfache Gefolgschaft. Mitte der 1990er Jahre versuchten jedoch chinesische Behörden, den Einfluss von Qigong-Praktiken zu zügeln und erließen strengere Anforderungen für diese. Im Jahr 1996, möglicherweise als Reaktion auf den steigenden Druck, sich mit dem Parteistaat zu formalisieren, reichte Falun Gong einen Antrag ein, sich von der staatlichen Qigong-Vereinigung zurückzuziehen. Nachdem Falun Gong die Verbindung mit dem Staat abgebrochen hatte, verlor es die öffentliche Unterstützung und wurde seitdem durch den Sicherheitsapparat und der Propagandaabteilung des Landes massiv kritisiert und überwacht.
Nach plötzlichen Verhaftungen übender Falun-Gong-Praktizierender, gingen am 25. April 1999 mehr als 10.000 Falun-Gong-Anhänger friedlich in die Nähe des Regierungsgeländes Zhongnanhai, um beim staatlichen Petitionsbüro die offizielle Anerkennung und ein Ende der gegen sie gerichteten zunehmenden Schikanen zu fordern. Eine Gruppe von fünf Falun-Gong-Vertretern wurde von dem damaligen Premier Zhu Rongji empfangen und überreichte ihm ihre Forderungen. Offenbar zufrieden mit seiner Antwort, verteilte sich die Ansammlung friedlich.
Sicherheitszar und Politbüromitglied Luo Gan war der Erste, der seine Aufmerksamkeit auf die versammelte Menschenmenge lenkte. Luo soll den Generalsekretär der Kommunistischen Partei Jiang Zemin angerufen und eine entscheidende Lösung für das „Falun-Gong-Problem“ gefordert haben. Jiang Zemin soll durch das Ereignis tief verärgert gewesen sein und sich besorgt über die Tatsache geäußert haben, dass sogar hochrangige Bürokraten, Beamte der Kommunistischen Partei und Mitglieder des Militärs Falun Gong praktizierten. An diesem Abend verbreitete Jiang einen Brief in den Parteireihen, in dem er befahl, dass Falun Gong zerquetscht werden müsse.
Im Juli 1999 wurde verboten, Falun-Gong-Bücher weiterhin zu veröffentlichen, und staatliche Nachrichtenagenturen begannen, Falun Gong als eine Art „feudalen Aberglauben“ zu kritisieren, deren „theistische“ Orientierung im Widerspruch zu der offiziellen Ideologie und nationalen Agenda stehe.

## Gründung

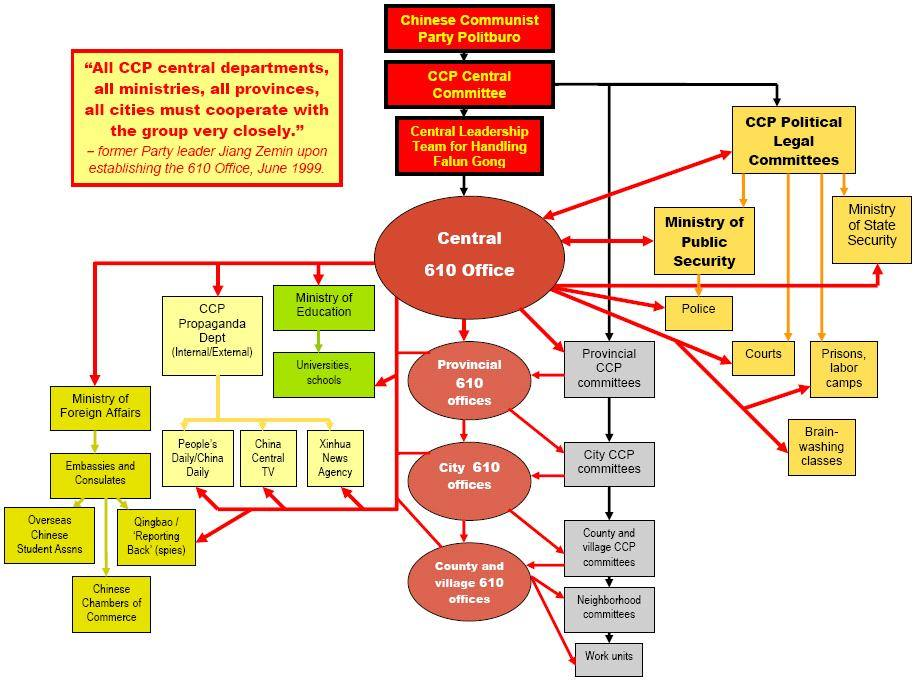
Organigramm

Am 7. Juni 1999 hatte Jiang Zemin eine Sitzung des Politbüros einberufen, um über das Falun-Gong-Problem zu sprechen. In der Sitzung beschrieb er Falun Gong als eine ernste Bedrohung für die Autorität der Kommunistischen Partei, „etwas das seit seiner Gründung vor 50 Jahren noch nie in dem Land da gewesen ist“, und befahl die Etablierung einer besonderen Führungsgruppe innerhalb des Zentralkomitees der Partei, um „vollständig für die Zerstörung [von Falun Gong] vorbereitet zu sein“.
Am 10. Juni wurde das Büro 610 gegründet, das die tägliche Koordination der Anti-Falun-Gong-Kampagne handhaben musste. Luo Gan wurde als Leiter des Büros ausgewählt, dessen Aufgabe es zu der Zeit war, eine „einheitliche Vorgehensweise … das Falun-Gong-Problem zu lösen“ zu studieren, zu untersuchen und zu entwickeln. Das Büro 610 wurde von keiner legislativen Gewalt gegründet, und es gibt keinerlei Richtlinien, die seine genauen Aufgaben beschreiben. Dennoch wurde es nach Aussage von Professor James Tong von der University of California ermächtigt, „mit zentralen und lokalen sowie Partei und staatlichen Stellen zusammenzuarbeiten. Diese wurden wiederum dazu aufgefordert, in enger Abstimmung mit diesem Büro zu kooperieren“.
Am 17. Juni 1999 wurde das Büro 610 der neu gegründeten Zentralen Führungsgruppe zur Handhabung von Falun Gong unterstellt, die unter der Leitung des Mitglieds des Ständigen Ausschusses des Politbüros Li Lanqing stand. Vier weitere stellvertretende Direktoren der Zentralen Führungsgruppe hatten ebenfalls hochrangige Posten in der Kommunistischen Partei, unter anderem der Minister der Propagandaabteilung Ding Guangen. Die Leiter der Büros 610 und der Zentralen Führungsgruppe zur Handhabung von Falun Gong waren „in der Lage, sich an hohe Beamte der Regierung und Parteifunktionäre zu wenden, um an dem Fall zu arbeiten und auf deren institutionellen Ressourcen zurückzugreifen“. Darüber hinaus hatten sie auch persönlichen Zugang zum Generalsekretär der Kommunistischen Partei und dem Ministerpräsidenten Chinas.
Der Journalist Ian Johnson, dessen Berichterstattung über das harte Vorgehen gegen Falun Gong mit dem Pulitzerpreis ausgezeichnet wurde, schrieb, dass es die Arbeit des Büros 610 sei, „die nachgiebigen gesellschaftlichen Organisationen des Landes zu mobilisieren. Unter dem Befehl des Büros für Öffentliche Sicherheit stellten sich Kirchen, Tempel, Moscheen, Zeitungen, Medien, alle Gerichte, die Staatsanwaltschaft und die Polizei schnell hinter den einfachen Plan der Regierung: Falun Gong zu vernichten; keine Maßnahmen seien zu übertrieben. Innerhalb von wenigen Tagen fegte eine Verhaftungswelle durch China. Ende des Jahres 1999 starben Falun-Gong-Anhänger in der Haft.“

## Struktur
Das Büro 610 wird von hochrangigen Führern der Kommunistischen Partei Chinas geleitet, und die Zentrale Führungsgruppe zur Handhabung von Falun Gong, die das Büro 610 überwacht, wurde seit ihrer Gründung von einem hochrangigen Mitglied des Ständigen Ausschusses des Politbüros geführt, zuerst von Li Lanqing (1999–2003), dann kamen Luo Gan (2003–2007), Zhou Yongkang (2007–2012), Li Dongsheng (2013), Liu Jinguo (2013–2015) und Fu Zhenghua (2015–2016). Gegenwärtig hat Huang Ming (2016) diese Position inne.
Die Praxis der Ernennung von erstrangigen Parteibehörden, um die Zentrale Führungsgruppe zur Handhabung von Falun Gong und das Büro 610 zu leiten, war dafür gedacht, sicherzustellen, dass sie anderen Abteilungsbeamten rangmäßig übergeordnet sind. Laut James Tong befindet sich das Büro 610 in „mehreren Verwaltungsebenen“ über Organisationen, wie die staatliche Verwaltung für Radio, Film und Fernsehen; der Nachrichtenagentur Xinhua, dem China Central Television sowie Nachrichten und Veröffentlichungsämtern. Das Büro 610 hat die Aufgabe, in der staatlichen Presse Berichterstattungen gegen Falun Gong zu koordinieren, doch beeinflusst es in der Anti-Falun-Gong-Kampagne auch andere Partei- und staatliche Einrichtungen, darunter die Sicherheitsbehörden.
Cook und Lemish spekulieren, dass das Büro 610 aus mehreren Gründen außerhalb der traditionellen, staatlich zuständigen Sicherheitssysteme etabliert wurde. Erstens, weil einige Beamte innerhalb des Militärs und der Sicherheitsbehörden selbst Falun Gong praktizierten. Das führte dazu, dass Jiang und andere Führer der Kommunistischen Partei Chinas (KPCh) befürchteten, dass diese Organisationen bereits im Stillen gefährdet sein könnten. Zweitens, weil sie eine geschickte und mächtige Organisation brauchten, um die Anti-Falun-Gong-Kampagne zu koordinieren. Drittens, weil die Gründung einer Parteiorganisation auf höchster Ebene die Nachricht nach unten durch alle Reihen schickt, dass die Anti-Falun-Gong-Kampagne Priorität habe; und schließlich wollten die Parteiführer nicht, dass die Anti-Falun-Gong-Kampagne durch rechtliche oder bürokratische Einschränkungen behindert wird – weshalb sie das außerrechtliche Büro 610 gründeten.
Schon bald nach der Gründung des zentralen Büros 610 wurden auf jeder Verwaltungsebene parallel Büros 610 gegründet, unter anderem in den Provinzen, Bezirken, Gemeinden und manchmal sogar auf Nachbarschaftsebenen, falls dort Falun-Gong-Praktizierende wohnten. In einigen Fällen wurden diese Büros sogar in großen Unternehmen und Universitäten etabliert. Jedes Büro erhält nun seine Befehle vom Büro 610 einer übergeordneten Verwaltungsebene oder von Behörden der Kommunistischen Partei auf der gleichen organisatorischen Ebene. Im Gegenzug beeinflussen die lokalen Büros 610 die Beamten anderer Staats- und Parteigremien, wie Medienorganisationen, lokale öffentliche Sicherheitsbüros und Gerichte.
Die Struktur des Büros 610 überlappt mit dem des Komitees für Politik und Recht der kommunistischen Partei. Sowohl Luo Gan als auch Zhou Yongkang leiteten sowohl dieses Komitee als auch gleichzeitig das Büro 610. Diese Überlappung spiegelt sich ebenso auf lokaler Ebene wider, auf der das Büro 610 regelmäßig mit dem lokalen Komitee für Politik und Recht verbunden ist, manchmal teilen sie sich sogar die Büroräume.
Die einzelnen Büros 610 auf lokaler Ebene zeigen geringfügige Abweichungen in der Organisationsstruktur. Ein Beispiel, wie Büros vor Ort organisiert sind, stammt aus der Stadt Leiyang in der Provinz Hunan. Dort bestand das Büro 610 im Jahr 2008 aus einer „Verbundgruppe“ und einer „Bildungsgruppe“. Die Bildungsgruppe war verantwortlich für die „Propagandaarbeit“ und die „Umerziehung“ der Falun-Gong-Anhänger. Die Verbundgruppe war verantwortlich für Verwaltungs- und Logistikaufgaben, Nachrichtengewinnung und den Schutz vertraulicher Informationen.
James Tong schrieb, dass die Entscheidung der Partei, die Anti-Falun-Gong-Kampagne durch die Zentrale Führungsgruppe zur Handhabung von Falun Gong und das Büro 610 laufenzulassen, „ein Muster von institutioneller Wahl des Regimes“ reflektierte, um „Ad-hoc-Ausschüsse statt Daueragenturen zu verwenden, und es deshalb seine Macht in die oberen Parteiränge legte, statt in funktionierende staatliche Bürokratien.“

### Rekrutierung
Relativ wenig ist über den Anwerbungsprozess der lokalen Büros 610 bekannt. In seltenen Fällen, in denen diese Informationen zur Verfügung standen, schien es, als ob Beamte des Büros 610 aus anderen Parteien oder staatlichen Agenturen herangezogen wurden (wie Personal des Komitees für Politik und Recht oder den Ämtern für Öffentliche Sicherheit).

### Verantwortungssystem

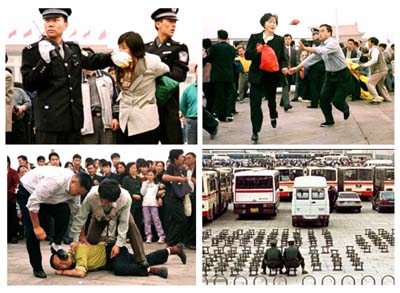
Falun-Gong-Praktizierende werden auf dem Platz des Himmlischen Friedens in Peking festgenommen, nachdem Falun Gong von der Kommunistischen Partei rechtswidrig verboten worden war. Das Büro 610 implementierte Geldstrafen für lokale Beamte, um Falun-Gong-Proteste auf dem Platz zu verhindern.

Um die Einhaltung der Richtlinien der Partei gegen Falun Gong zu gewährleisten, implementierte das Büro 610 ein Verantwortungssystem, das bis auf die Basisebenen der Gesellschaft ausgedehnt wurde. Im Rahmen dieses Systems werden die lokalen Behörden für alle in ihrem Zuständigkeitsbereich liegenden Ergebnisse, die sich auf Falun Gong beziehen, verantwortlich gemacht. Dabei wurde ein Geldstrafensystem gegen Regionen und Beamte verhängt, die Falun Gong nicht angemessen verfolgten. „Dies zeigte, dass sich die Regierung immer noch auf eine Ad-hoc-Flickarbeit von Erlässen, Befehlen und persönlichen Verbindungen verließ, statt ein modernes System zu schaffen, um China zu regieren“, schrieb Johnson.
Ein Beispiel für dieses Verantwortungssystem wurde im Umgang mit Demonstranten gezeigt, die in den frühen Jahren der Verfolgung nach Peking reisten. Nachdem 1999 die Verfolgung von Falun Gong begonnen hatte, reisten Hunderte Falun-Gong-Praktizierende täglich auf den Platz des Himmlischen Friedens oder zu Petitionsämtern in Peking, um für ihre Rechte zu appellieren. Um den Fluss der Demonstranten in die Hauptstadt einzudämmen, machte das zentrale Büro 610 lokale Behörden dafür verantwortlich, dass niemand aus ihrer Region nach Peking reist. „Die Landesregierung erhob Geldstrafen bei Bürgermeistern und Leitern der Landkreise für jeden Falun-Gong-Praktizierenden aus ihrem Bezirk, der nach Peking ging“, schrieb Johnson. Die Bürgermeister und Landkreisführer bestraften dann die Leiter ihrer lokalen Büros 610 oder der Filialen des Komitees für Politik und Recht mit Geldbußen, die wiederum die Dorfchefs mit einem Bußgeld bestraften, die anschließend die Polizei mit Bußgeld belegten. Die Polizei verabreichte Strafen an Falun-Gong-Praktizierende und forderte regelmäßig Geld von ihnen, um die Kosten wieder hereinzuholen. Johnson schrieb dazu, dass diese Geldbußen illegal waren, da nie ein Gesetz oder eine Verordnung erlassen wurde, die diese Strafen aufgeführt hätte. Regierungsvertreter kündigten sie in Sitzungen nur mündlich an. Ein chinesischer Beamter erzählte Johnson, dass es nie etwas Schriftliches darüber gegeben habe, da vermieden werden sollte, dass solch ein Vorgehen öffentlich bekannt wird.

## Funktionen

### Überwachung und Spionage
Zu den Hauptaufgaben des Büros 610 gehört die Überwachung der Falun-Gong-Praktizierenden und der Nachrichtengewinnung. Auf lokaler Ebene handelte es sich um die Überwachung der Arbeitsplätze und Wohnungen, um dadurch Falun-Gong-Praktizierende zu identifizieren, sodass täglich die Wohnungen von bekannten (oder „registrierten“) Falun-Gong-Praktizierenden aufgesucht werden konnten. Dazu kam die Koordination der Rund-um-die-Uhr-Überwachung der Praktizierenden. Dabei führt das Büro 610 die Überwachung nicht direkt durch. Stattdessen wird den lokalen Behörden befohlen, dies zu tun und dem Büro 610 in regelmäßigen Abständen Bericht zu erstatten. Die Büros 610 auf Basisebenen übermitteln dann die gesammelten Informationen über die Operationskette an das Büro 610 weiter, das ihnen übergeordnet ist. In vielen Fällen zielt die Überwachung auf Falun-Gong-Praktizierende ab, die, während sie in Gefängnissen oder Arbeitslagern eingesperrt waren, der Praktik abgeschworen hatten, um bei ihnen einen sogenannten „Rückfall“ zu verhindern.
Die Informationssammlung des Büros 610 wird durch die Verwendung ziviler Informanten verstärkt, die für ihre Informationen bezahlt werden. Es stellte sich heraus, dass Büros 610 auf lokalen Ebenen erhebliche finanzielle Belohnungen für solche Informationen anbieten, die dazu führen, Falun-Gong-Praktizierende gefangen zu nehmen. Auch wurden 24-Stunden-Hotlines für Zivilisten etabliert, durch die sie Aktivitäten melden konnten, die sich auf Falun Gong bezogen. In einigen Orten wurden „Verantwortungsmaßnahmen“ erlassen, wobei Arbeitgeber, Schulbehörden, Nachbarschaftskomitees und Familien dafür verantwortlich gemacht werden, Falun-Gong-Praktizierende innerhalb ihrer Reihen zu überwachen und Bericht zu erstatten.
Zusätzlich zur Hausüberwachung soll das Büro 610 auch an nachrichtendienstlichen Tätigkeiten im Ausland beteiligt sein. Hao Fengjun, ehemaliger 610-Agent und Überläufer aus Tianjin, sagte im Juni 2005 in Melbourne (Australien) in einer öffentlichen Presseerklärung aus, dass seine Arbeit im Büro 610 daraus bestand, Geheimdienstberichte über ausländische Falun-Gong-Populationen zu sammeln und diese zu analysieren, unter anderem in den Vereinigten Staaten, Kanada und Australien. Er fügte hinzu, dass das Spionagenetz des Geheimdienstes aus drei Ebenen bestehe: Erstens aus professionellen Agenten, die von der Polizeiakademie kommen und für ihre Auslandsreisen bezahlt werden; zweitens aus „Arbeitskollegen“, die als Geschäftsleute auftreten und auf ausländische Unternehmen angesetzt sind; und drittens aus „Freunden“, die ausländische Länder infiltrieren und sich mit Chinesen und Weststaatlern „befreunden“. Alle drei Ebenen arbeiten unter anderem an der Überwachung von Falun Gong.
Im Oktober 2005 berichtete Hao auf einer Pressekonferenz der Internationalen Gesellschaft für Menschenrechte (IGFM) über weitere Details nachrichtendienstlicher Tätigkeiten im Ausland: „Ein großer Teil der für die chinesische Auslandsarbeit zur Verfügung stehenden finanziellen Mittel wird ausschließlich für Öffentlichkeitsarbeit gegen Dissidenten eingesetzt. Die wesentlichen Ausgaben dienen der Bestechung von Entscheidungsträgern.“ Dabei sollen Schmiergeld und Schweigegeldzahlungen „in den Staaten der sogenannten freien westlichen Welt willige Abnehmer“ finden. Laut Hao soll China bemüht sein, „jede Art von Kritik an Menschenrechtsverletzungen einfach wegzukaufen“. Auf der Pressekonferenz ging Hao noch weiter auf seine ihm zugewiesene Aufgabe innerhalb des Büros 610 ein: „Im Rahmen meiner Arbeit für das Büro 610 … erlebte ich, dass das Büro, das ursprünglich nur für Falun Gong zuständig war, eine Auftragserweiterung erhalten hatte. Neben Falun Gong und anderen Qi-Gruppen verfolgt 610 jetzt insgesamt 14 religiöse Gruppen, darunter auch die evangelischen Hauskirchen und romtreue Katholiken.“
Eine Woche zuvor hatte sich bereits Chen Yonglin an die Medien gewandt, der als Diplomat im chinesischen Konsulat in Melbourne gearbeitet hatte. Doch gehörte er seiner eigenen Aussage nach ebenfalls zum Büro 610 und hatte den Auftrag, Falun-Gong-Anhänger zu überwachen, zu infiltrieren und Daten über jede noch so kleine Verbindung zu Falun Gong zu sammeln und weiterzugeben. Chen Yonglin sagte, dass es in Australien 1000 chinesische Agenten gäbe, und verglich das Büro 610 mit der Gestapo Hitlers: „Wenn das Büro 610 mit der Gestapo verglichen wird, ist das nicht übertrieben, denn es hat alle nur möglichen Mittel eingesetzt, um Falun Gong zu unterdrücken. Zu diesen Methoden gehörte auch die physische und psychologische Auslöschung. Angesichts einer so großen Bevölkerungsgruppe lässt sich das nur als Vernichtungspolitik bezeichnen. Der Vergleich mit der Gestapo ist also keineswegs übertrieben.“
Ebenfalls im Jahr 2005 rekrutierte Tang Wenjuan, Leiter der Konsularabteilung der chinesischen Botschaft in Berlin, den deutschen Falun-Gong-Praktizierenden (mit chinesischer Abstammung) Dr. John Zhou als Informanten. Laut Der Spiegel demonstriert dieser Fall „wie wichtig es für die [chinesische] Regierung ist, [Falun Gong] zu bekämpfen“ und „verweist auf die extrem offensive Herangehensweise, die durch die chinesischen Geheimdienste durchgeführt wird“.

### Propaganda
Propaganda zur Agitation und Demagogie gegen Falun Gong gehört zu den Hauptaufgaben des Büros 610, sowohl auf zentraler als auch auf lokaler Ebene. Die Zentrale Führungsgruppe zur Handhabung von Falun Gong umfasst hochrangige Mitglieder der Propagandaabteilung der Kommunistischen Partei, einschließlich des Propagandaministers und des stellvertretenden Leiters der Zentralen Führungsgruppe für Propaganda und Ideologische Arbeit. Dies, in Verbindung mit der organisatorischen Stellung des Büros 610 über die wichtigsten Nachrichten- und Propagandaorgane, gibt dem Büro genügend Einfluss, um die Bemühungen der Anti-Falun-Gong-Propaganda auf zentraler Ebene zu lenken.
Tong stellte fest, dass Ende Juni 1999 die führenden staatlichen Zeitungen anfingen, die ersten „Propaganda-Angriffe“ gegen Falun Gong zu veröffentlichen. Dies begann kurz nach der Gründung des Büros 610, aber noch bevor die Kampagne gegen Falun Gong offiziell bekannt gegeben worden war. Die Aktionen wurden von Ding Guangen überwacht, dem stellvertretenden Leiter der Zentralen Führungsgruppe zur Handhabung von Falun Gong und zugleich Propagandachef des Landes. Die ersten Medien-Attacken enthielten nur verschleierte, indirekte Hinweise auf Falun Gong. Die Inhalte zielten darauf ab, „Aberglauben“ zu verhöhnen und die Tugenden des Atheismus zu verherrlichen. In den Wochen vor dem offiziellen Start der Kampagne, begann die Zentrale Führungsgruppe und das Büro 610 daran zu arbeiten, eine große Anzahl Bücher, Leitartikel und Fernsehprogramme vorzubereiten, die Falun Gong anprangern sollten, und die nach dem 20. Juli 1999 veröffentlicht wurden, als die Kampagne gegen Falun Gong offiziell begann.
David Ownby schreibt, dass in den Monaten nach Juli 1999 der gesamte Medienapparat des Landes „am laufenden Band Hunderte Artikel, Bücher und Fernsehberichte gegen Falun Gong produzierte. Die chinesische Öffentlichkeit hatte solch ein Übermaß an Propaganda seit der Hochphase der Kulturrevolution nicht mehr erlebt.“ Die staatliche Propaganda verwendete zunächst die Attraktivität des wissenschaftlichen Rationalismus, um zu argumentieren, dass die Weltansicht von Falun Gong in „völligem Gegensatz zur Wissenschaft“ und dem Kommunismus stehe. Die Zeitung People’s Daily behauptete am 27. Juli 1999, dass es „ein Kampf zwischen Theismus und Atheismus, Aberglauben und Wissenschaft, Idealismus und Materialismus“ sei. Andere Rhetorik, die in der staatlichen Presse erschien, konzentrierte sich auf Behauptungen, dass Falun Gong seine Anhänger in die Irre geführt hätte, und für die Gesundheit gefährlich sei. Um den Massen die Propaganda besser zugänglich zu machen, veröffentlichte die Regierung Comic-Bücher, in denen der Falun-Gong-Gründer Li Hongzhi mit Lin Biao und Adolf Hitler verglichen wurde.
Das Zentrale Büro 610 leitet auch lokale Büros 610 dazu an, eigenständig Propaganda gegen Falun Gong durchzuführen. Dazu gehört unter anderem mit den lokalen Medien zusammenzuarbeiten und Basiskampagnen durchzuführen, um Zielgruppen in Schulen und Universitäten, staatlichen Unternehmen sowie soziale und Handelsunternehmen „auszubilden“. Im Jahr 2008 gab das zentrale Büro 610 beispielsweise eine Richtlinie heraus, sich bei der Propagandaarbeit zu engagieren, um Falun Gong daran zu hindern, bei den Olympischen Spielen in Peking zu „stören“. Die Kampagne wurde auf Regierungswebseiten in jeder chinesischen Provinz veröffentlicht.

### Umerziehung und Haft

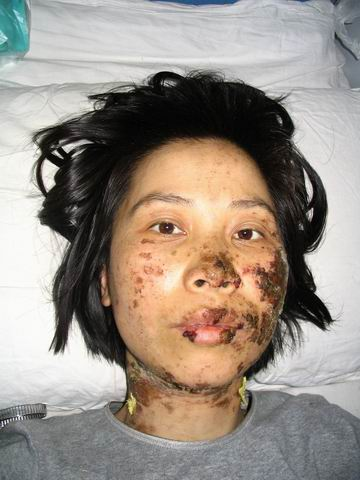
Gao Rongrong, Falun-Gong-Praktizierende aus der Provinz Liaoning. Sie wurde im Jahr 2005, als sie sich in Haft befand, zu Tode gefoltert.

Büros 610 arbeiten mit lokalen Sicherheitsbehörden zusammen, um Falun-Gong-Anhänger zu überwachen und zu erfassen. Viele dieser Anhänger werden dann verwaltungsmäßig zur Umerziehung durch Arbeitslager oder zu Gefängnisstrafen verurteilt, wenn sie weiterhin praktizieren und Falun Gong verteidigen. Die Anzahl der Falun-Gong-Anhänger, die in China eingesperrt sind, wird auf Hunderttausende geschätzt; in einigen Einrichtungen sind Falun-Gong-Praktizierende die Mehrheit.
Büros 610 in ganz China unterhalten ein informelles Netzwerk an Einrichtungen zur „Umerziehung“ (sogenannte Gehirnwäschezentren). Diese Einrichtungen werden speziell zur ideologischen Umprogrammierung der Falun-Gong-Praktizierenden eingesetzt, in denen diese körperlichem und seelischem Zwang unterworfen werden, um sie zu zwingen, Falun Gong aufzugeben. Im Jahr 2001 erließ das zentrale Büro 610 den Befehl, dass „alle Nachbarschaftskomitees, staatlichen Institutionen und Unternehmen“ beginnen sollen, die Einrichtungen zur Umerziehung zu benutzen. Kein einziger Falun-Gong-Praktizierender sollte verschont werden, unter anderem auch Schüler und ältere Menschen. Berichten zufolge hat das Büro 610 im selben Jahr Befehle weitergegeben, dass diejenigen, die aktiv Falun Gong praktizieren, in Gefängnisse oder Arbeitslager gebracht werden müssen, und diejenigen, die nicht auf ihren Glauben an Falun Gong verzichten, gesellschaftlich isoliert und von ihren Familien und Arbeitgebern überwacht werden sollen.
Im Jahr 2010 leitete das zentrale Büro 610 eine dreijährige Kampagne ein, um die „Umerziehung“ der bekannten Falun-Gong-Praktizierenden zu intensivieren. Dokumente von lokalen Büros 610 im ganzen Land offenbarten Details der Kampagne, was auch das Festsetzen von Umerziehungsquoten beinhaltete, und von den lokalen Behörden forderte, Falun-Gong-Praktizierende mit Gewalt zu Sitzungen zur Umerziehung zu bringen. Sollten diese Maßnahmen scheitern und Praktizierende ihre Praxis nicht aufgeben, wurden die Praktizierenden in Arbeitslagern eingesperrt.
Zusätzlich zu den Gefängnissen, Arbeitslagern und Umerziehungseinrichtungen kann das Büro 610 geistig gesunde Falun-Gong-Praktizierende willkürlich in psychiatrische Einrichtungen bringen lassen. Im Jahr 2002 wurde geschätzt, dass etwa 1000 Falun-Gong-Anhänger gegen ihren Willen in psychiatrischen Kliniken festgehalten werden, in denen Misshandlungen an der Tagesordnung waren.

### Störung des Justizsystems
Die Mehrheit der inhaftierten Falun-Gong-Praktizierenden werden administrativ zur Umerziehung durch Arbeitslager verurteilt, doch wurden auch mehrere Tausend zu längeren Gefängnisstrafen verurteilt. Oft geschieht dies unter der Anklage „mit einer ketzerischen Organisation die Umsetzung des Gesetzes untergraben zu haben“, eine schwach ausgedrückte Bestimmung, die oft Verurteilungen von über 10 Jahren nach sich zieht.
Chinesische Menschenrechtsanwälte erhoben den Vorwurf, dass das Büro 610 regelmäßig bei rechtlichen Fällen stört, in denen Falun-Gong-Praktizierende involviert sind, und die Fähigkeit der Richter untergräbt, unabhängig zu urteilen. Anwalt Jiang Tianyong hat festgestellt, dass Fälle, in denen die Angeklagten Falun-Gong-Praktizierende sind, von den lokalen Büros 610 entschieden werden, statt durch Rechtsmaßnahmen. Im November 2008 versuchten zwei Anwälte Falun-Gong-Praktizierende in Heilongjiang zu vertreten. Sie vermerkten, dass der Vorsitzende Richter der Fälle gesehen wurde, als er sich mit Agenten des Büros 610 traf. Andere Anwälte, darunter Gao Zhisheng, Guo Guoting und Wang Yajun, behaupteten, dass das Büro 610 sie daran hindere, ihre Falun-Gong-Mandanten zu sehen oder vor Gericht zu verteidigen.
Offizielle Dokumente unterstützen den Vorwurf der Störung durch das Büro 610. Im Jahr 2009 beschrieben zwei getrennte Dokumente aus der Provinz Jilin und der Provinz Liaoning, dass Rechtsfälle gegen Falun-Gong-Praktizierende durch das Büro 610 geprüft und genehmigt werden müssen. Das Büro 610 steht dem Komitee für Politik und Recht der Kommunistischen Partei Chinas organisatorisch nahe, was es ihm ermöglicht, sowohl auf zentraler wie auch lokaler Ebene beim Obersten Volksgerichtshof und dem Justizministerium der Volksrepublik China großen Einfluss auszuüben.

## Anschuldigungen der Folter und Tötung
Mehrere Quellen berichteten, dass Beamte des Büros 610 an Folterungen inhaftierter Falun-Gong-Anhänger entweder involviert waren oder diese angeordnet hatten. In einem Brief an die chinesische Führung im Jahr 2005 berichtete der prominente Menschenrechtsanwalt Gao Zhisheng, dass Beamte des Büros 610 Falun-Gong-Praktizierende geschlagen und sexuell belästigt hatten: „Von allen wahren Berichten über unglaubliche Gewalt, von der ich je gehört habe; von allen Aufzeichnungen unmenschlicher Folter seitens der Regierung an ihren eigenen Leuten, ist das, was mich am meisten erschüttert, die gängige Praxis, seitens des Büros 610 und der Polizei, weibliche Genitalien angegriffen haben.“ Der Bericht des UN-Sonderberichterstatters für außergerichtliche Tötungen des Jahres 2009, enthält Anschuldigungen, dass das Büro 610 vor der Olympiade 2008 an Foltertodesfällen von Falun-Gong-Praktizierenden in Peking beteiligt gewesen war.
Ian Johnson vom Wall Street Journal berichtete im Jahr 2000, dass Falun-Gong-Praktizierende in den Einrichtungen zur „Umerziehung“, die vom Büro 610 geleitet werden, zu Tode gefoltert wurden. Das zentrale Büro 610 hatte die lokalen Behörden darüber informiert, dass sie jedes notwendige Mittel benutzen können, um Falun-Gong-Praktizierende daran zu hindern, nach Peking zu reisen, um gegen das rechtswidrige Verbot zu protestieren. Ein Befehl, der wie berichtet wurde, zu weitverbreiteten Misshandlungen in Haft führte.

## Erweiterte Funktionen

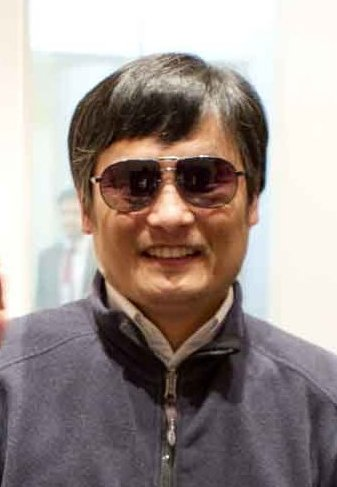
Menschenrechtsanwalt Chen Guangcheng ist bekannt für seinen Widerstand gegen die Praxis der Zwangsabtreibung. Er wurde unter Hausarrest gestellt und vom Personal des Büros 610 überwacht.

Im Jahr 2003 wurde der Name der Zentralen Führungsgruppe zur Handhabung von Falun Gong in „Zentrale Führungsgruppe zur Handhabung ketzerischer Religionen“ geändert. Im gleichen Jahr wurde ihr Mandat ausgeweitet, um die Beseitigung von 28 anderen „ketzerischen Religionen“ und „schädlichen Qigong-Praktiken“ mit einzuschließen. Obwohl Falun Gong immer noch das primäre Anliegen des Büros 610 blieb, gab es Hinweise auf lokale Büros, die Mitglieder anderer Gruppen ins Visier genommen hatten. Einige von ihnen wurden als buddhistische oder protestantische Konfessionen identifiziert. Die Tätigkeiten des Büro 610 beliefen sich auch hier auf die Überwachung von Mitgliedern, die bei Propagandabemühungen engagiert zu sein schienen, und darauf, diese Mitglieder festzunehmen und einzusperren.
In einigen Fällen führte das Büro 610 Funktionen aus, die in keinem Zusammenhang mit der Überwachung und Verfolgung von nicht anerkannten Religionen standen. Beispielsweise berichtete die Zeitung Economist, dass Beamte des Büros 610 an der Durchsetzung des Hausarrests von Chen Guangcheng, einem blinden Menschenrechtsanwalt, beteiligt waren. Chen Guangcheng wurde durch seinen Widerstand gegen Zwangsabtreibung und Zwangssterilisation bekannt.
Die Zweigstellen für die Aufrechterhaltung der Stabilität überlappen erheblich mit den lokalen Büros 610; manchmal teilen sie sich sogar Büroräume, Personal und Führungskräfte.
Cook und Lemish schreiben, dass die zunehmende Abhängigkeit von Ad-hoc-Gremien, wie das Büro 610 und Büros zur Aufrechterhaltung der Stabilität, vielleicht darauf hindeutet, dass unter den Führern der Kommunistischen Partei die Befürchtung besteht, dass die vorhandenen staatlichen Sicherheitsdienste bei der Erfüllung ihrer Bedürfnisse unwirksam sein könnten. Dass diese Beamte sich zunehmend auf willkürliche, außergesetzliche und personalisierte Sicherheitskräfte verlassen, um ihre Macht zu schützen, verheiße nicht nur Schlechtes für Chinas Menschenrechtsbilanz, es würde auch die Stabilität der internen KPCh-Politik bedrohen, sollte die Arbeit des Büros 610 politisiert werden.

## Gegenwart
Am 21. November 2018 veröffentlichte Bitter Winter, ein englischsprachiges Online-Magazin von CESNUR, ein Dokument der Geheimpolizei der Provinz Liaoning, bekannt als Büro 610. Das durchgesickerte Dokument aus der Provinz Liaoning fordert proaktive Angriffe, Einschüchterungen mittels hohem Druck und die Einrichtung von Spezialeinheiten als Schlüssel zu einem insgesamt verstärkten Einsatz zur Verfolgung von Falun Gong. Das Dokument fordert weiterhin eine stärkere Überwachung der chinesischen Sozialen Medien und Chat-Gruppen, um deren Teilnehmer zu kontrollieren und zu zensieren und sie daran zu hindern, Botschaften über Falun Gong zu verbreiten. Das Dokument führt auch an, dass jeder durch das Büro 610 angegriffen werden soll, der Informationen an die in den USA ansässige Minghui.org, eine Website zur Dokumentation der Verfolgung von Falun Gong in China, weitergibt.